# 10040 Ghillar
10040 Ghillar este o planetă minoră (asteroid), cu un diametru de 2,686 km, din centura de asteroizi. A fost descoperită pe 24 august 1984 la Observatorul Kleť de Zdeňka Vávrová⁠(d) și a fost numită după Ghillar Michael Anderson⁠(d). 
Obiectul prezintă o orbită caracterizată de o semiaxă mare de 2,2050746 UAi, o excentricitate de 0,18, o înclinație de 3,26634 ° în raport cu ecliptica.